# キリストの受難 (メムリンク)

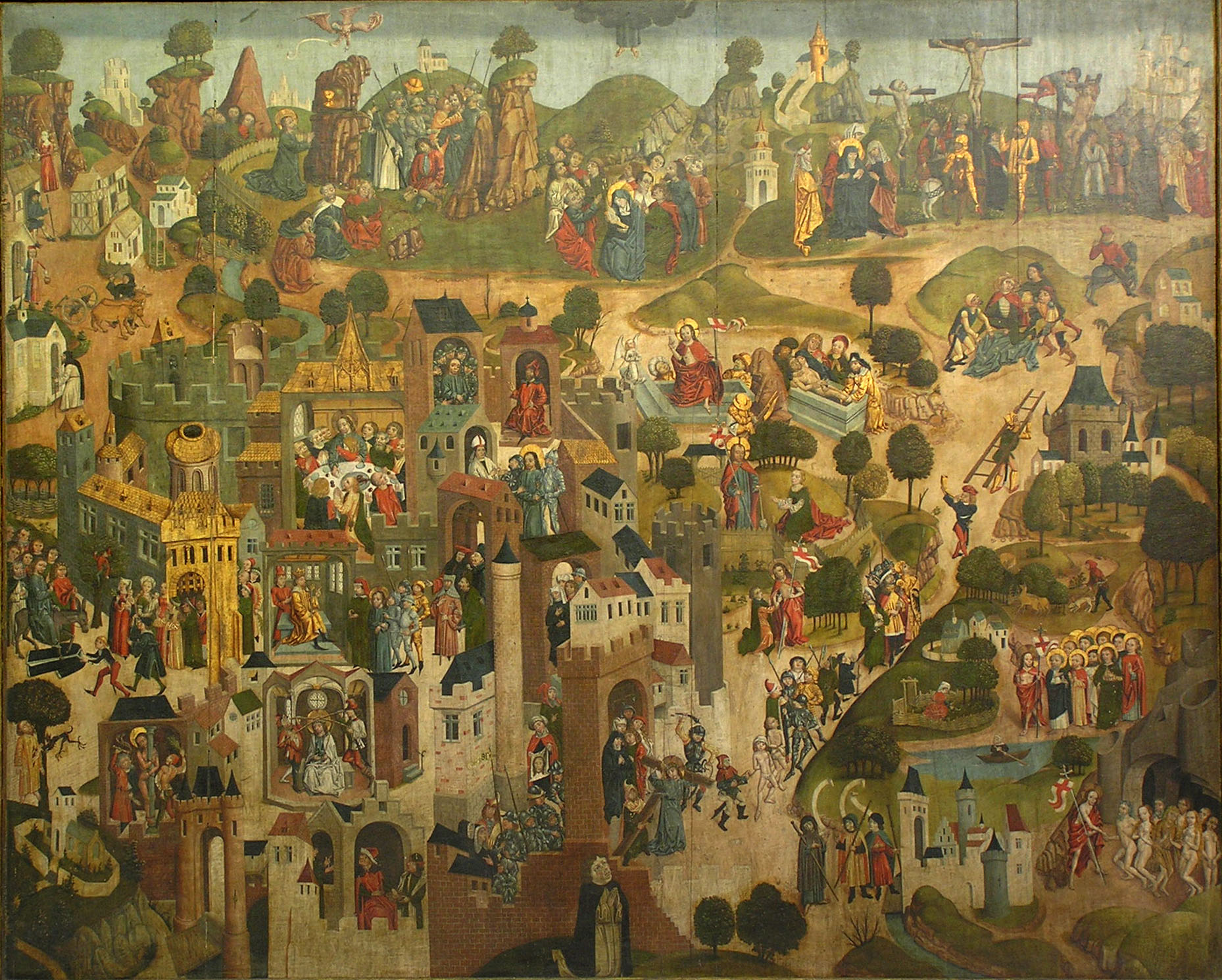
ポーランドの無名の画家が1490年ごろに同様の「キリストの受難」を描いており、ゴールデンゲート海峡からのエルサレム入城 (下部左側) からキリストの昇天 (中央上部) までが表されている。

『キリストの受難』（キリストのじゅなん、伊: Passione di Cristo、英: Scenes from the Passion of Christ）は、ドイツ生まれの初期フランドル派の画家ハンス・メムリンクが1470年ごろ、バルト海地域産オーク上に油彩で制作した絵画である。本作は、メムリンク作品の重要な側面の1つである叙事的作品シリーズの最初となるものであり、イエス・キリストの生涯の23の逸話を1つの構図の中に示しているが、中心となる主要場面はない。19の逸話は「受難」と「復活」に関するもので、 3つの逸話はエマウスへの路上 とガリラヤ湖で復活したキリストがマグダラのマリアに顕現したことに関するものである。絵画は、ブルッヘに駐在していたイタリア人銀行家トンマーゾ・ポルティナーリにより委嘱されたもので、彼は画面下部左側で跪き、祈る寄進者の肖像として描かれている。彼の妻、マリア・バロンチェッリ (Maria Baroncelli) も画面下部右側で同様の姿勢で描かれている。

## 来歴
絵画は比較的小さく、縦56.7センチ、横92.2センチの大きさで、祭壇画ではなかったと思われる。ブルッヘの聖ヤコブ教会のポルティナーリ家礼拝堂のために意図されたものであったのかもしれない。1501年にトンマーゾ・ポルティナーリが亡くなった時、作品は彼の財産として記録されていないが、1510年から1520年の間にブルッヘからフィレンツェに移されたと考えられている。作品は1550年にコジモ1世のコレクションに最初に記録されており、後に教皇ピウス5世に寄贈されたが、やがてピウス5世の出身地ボスコ・マレンゴのドメニコ会系修道院の所蔵となった。1814年にヴィットーリオ・エマヌエーレ1世に取得され、現在はトリノのサバウダ美術館に所蔵されている。

## 作品
受難の場面は、遠景上部左側のキリストのエルサレム入城の日から始まる。次は、町を通過して下部左側のゲッセマネへと至り、町中央の受難場面 (ピラトの判決、キリストのむち打ち 、キリストの荊冠、エッケ・ホモ) が続いている。その後、町から十字架の行進が出、上部の磔刑へと続き、最後は遠景上部右側のエマウスとガリラヤ湖でのキリストの顕現で終わる。 十字架の道行きの伝統的な14の場面のうち7つが含まれ、その前後にいくつかの場面を加えているが、7つは省かれている。それらの場面とは、「十字架を渡されるキリスト」、「十字架を担って倒れるキリスト」の2場面、「母の聖母マリアに出会うキリスト」、「キリストの顔を拭う聖ヴェロニカ」、「エルサレムの娘たちに出会うキリスト」、そして「衣服を脱がされるキリスト」である。
すべての場面は、理想化されたエルサレムの内部と周囲に配置されており、エルサレムはドーム付きの塔をもつ異国情緒豊かで、壁に囲まれた中世的な都市として描かれている。高い鳥瞰図的な視点により、ゴルゴタの丘が都市の背後に見えるようになっている。作品を照らす光は画面全体に均一であるものの、右端の昇る朝日と関連性がある。朝日のため後景右側の部分は光の中にあり、朝日の斜め前にある前景左側の部分は陰になっている。

### 場面の時系列
場面の時系列
| 1.  | キリストがロバに乗り、エルサレムに入城する    | 上部左側、町の城門の外 |
| 2.  | キリストが神殿から商人たちを追い払う          | キリストの入城の右側、2重のアーチの下 |
| 3.  | ユダが裏切って、キリストを売る                | 寺院の場面の下部左側、ロウソクで照らされた狭い通路の中                                                                                        |
| 4.  | 最後の晩餐                                    | ユダによる裏切りの左側、勾配のある屋根の建物                                                                                                  |
| 5.  | ゲッセマネの祈り                              | 最後の晩餐の下部、キリストが祈る中、3人の使徒が眠っている                                                                                     |
| 6.  | キリストの捕縛                                | ゲッセマネの下部右側、ユダがキリストに接吻をし、ペテロがマルカスの耳を切る                                                                    |
| 7.  | 聖ペテロの否認                                | キリストの捕縛の上部右側、頭上で鶏が鳴く中、ペトロが通路に表されている                                                                        |
| 8.  | ピラトの前のキリスト                          | 中央左側、玉座のピラト (伝統的に十字架の道行きの最初の場面)                                                                                   |
| 9.  | キリストのむち打ち                            | 中央 |
| 10. | ピラトによる2回目の尋問                       | 中央右側、キリストのむち打ちから2つの場面を挟んで、奥にある狭い建物の中                                                                       |
| 11. | キリストの荊冠                                | むち打ちの右側、キリストが茨の冠と紫色の服を受け取る                                                                                          |
| 12. | エッケ・ホモ                                  | キリストの荊冠の右側、キリストが大衆の前に連れ出され、大衆はキリストの死を要求する                                                            |
| 13. | 十字架の制作                                  | 下部左側、むち打ちの下 |
| 14. | 十字架の運搬、キレネのシモンが十字架を担う    | 下部右側、行進が町の城門から出て、外の道でキリストが膝まで倒れるが、キレネのシモンに助けられる (伝統的に十字架の道行きの第3番目と5番目の場面) |
| 15. | キリストが十字架に釘づけにされる              | 上部、中央右側 (伝統的に十字架の道行きの第11番目の場面)                                                                                       |
| 16. | 磔刑                                          | 上部左側、キリストがゴルゴタの丘で2人の盗賊と死ぬ (伝統的に十字架の道行きの第12番目の場面)                                                    |
| 17. | 十字架降架                                    | 右側、夜間にキリストが十字架から降ろされる (伝統的に十字架の道行きの第13番目の場面)                                                           |
| 18. | キリストの埋葬                                | 十字架降架の下部右側 (伝統的に十字架の道行きの第14番目の場面)                                                                                 |
| 19. | キリストの黄泉下り                            | キリストが十字架を担っている行進の右側 |
| 20. | キリストの復活                                | 黄泉の国 (煉獄) の上部、守衛たちは眠っている                                                                                                  |
| 21. | マグダラのマリアとの邂逅 (ノリ・メ・タンゲレ) | キリストの復活の上部 |
| 22. | エマウスへの路上                              | 上部右側 |
| 23. | ガリラヤ湖での、キリストの使徒たちへの顕現    | マグダラのマリアとの邂逅の左側 |

## 関連作

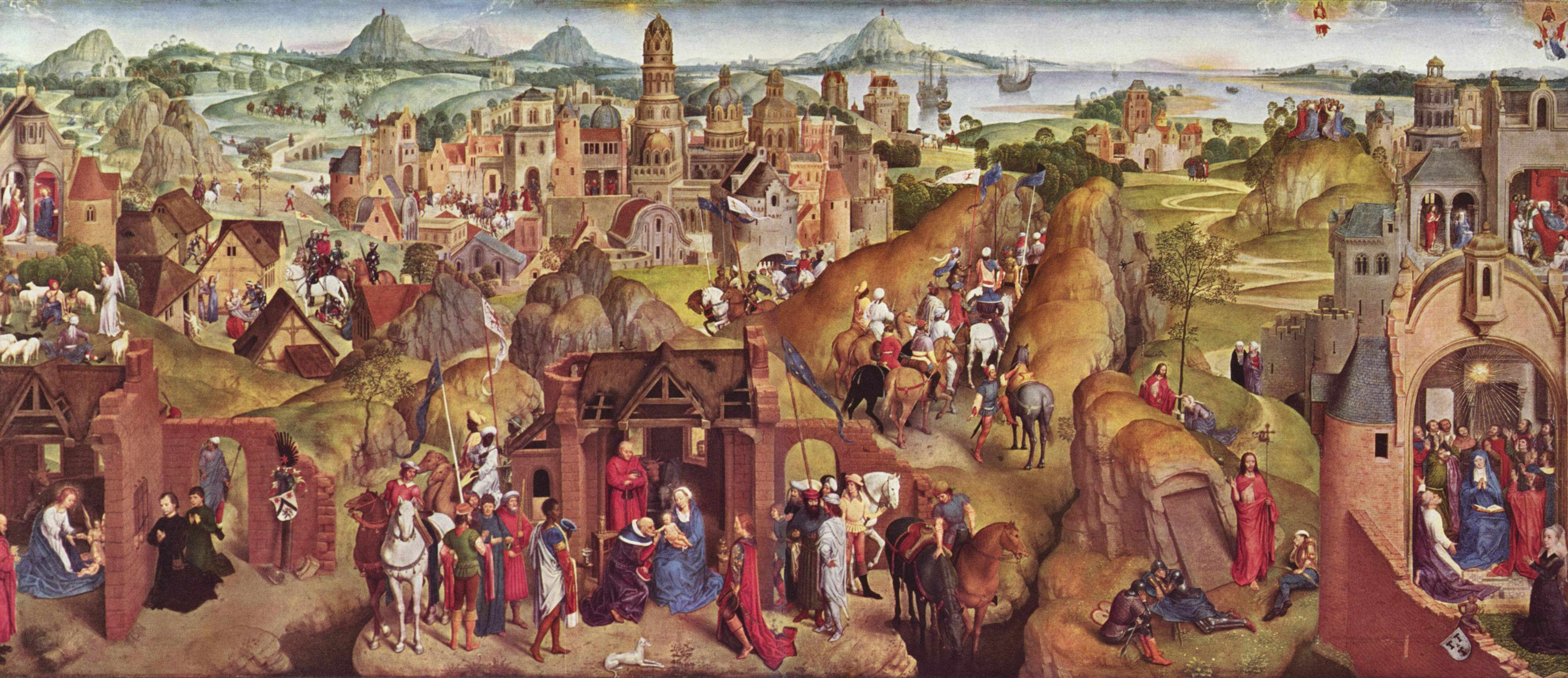
『キリストの降臨と勝利』 (1480年)、アルテ・ピナコテーク、ミュンヘン

メムリンクは、後の『キリストの降臨と勝利』 (1480年) で同様の叙事的描写を用いている。この作品は、ブルッヘの聖母教会内の皮なめし業者組合 (ギルド) の祭壇画として制作されたが、現在はミュンヘンのアルテ・ピナコテークに所蔵されている。